# Кршка, Вацлав
Ва́цлав Кршка (чеш. Václav Krška; 7 октября 1900, Пизек, Австро-Венгрия, ныне Писек, Чехия — 17 ноября 1969, Прага, Чехословакия, ныне Чехия) — чешский писатель, сценарист, режиссёр театра и кино.

## Биография
Начинал свой творческий путь с литературы. Работал в театре. В кинематографе начинал как сценарист. В 1945 году дебютировал как режиссёр («Магия реки»). Известен своими биографическими фильмами: о скрипаче Йозефе Славике («Скрипка и мечта»), изобретателе Йозефе Божеке («Посланец рассвета»), художнике Миколаше Алеше («Миколаш Алеш»), писателе Алоисе Йирасеке («Молодые годы»), композиторе Бедржихе Сметане («Из моей жизни»); автор эпического кинополотна «Революционный 1848 год». Часто экранизировал произведения литературной классики.

## Избранная фильмография
| - 1939 — Огненное лето / Ohnivé léto (второй режиссёр у Франтишека Чапы) - 1946 — Магия реки / Řeka čaruje (с Йиржи Славичеком) - 1948 — / Až se vrátíš - 1948 — Скрипка и мечта / Bohemian Rapture - 1960 — Революционный 1848 год / Revoluční rok 1848 - 1949 — Посланец рассвета / Posel úsvitu - 1952 — Миколаш Алеш / Mikoláš Aleš - 1953 — Молодые годы / Mladá léta - 1953 — Луна над рекой / Měsíc nad řekou (по роману Франи Шрамека) - 1954 — Серебряный ветер / Stříbrný vítr - 1955 — Из моей жизни / Z mého života - 1956 — Далибор / Dalibor (фильм-опера по Сметане) - 1957 — Лабакан / Labakan - 1957 — Легенда о любви / Legenda o lásce - 1958 — Здесь львы / Zde jsou lvi (в советском прокате «Чужая душа») - 1959 — Давным-давно / Cesta zpátky - 1961 — Гордец Лойза / Osení - 1961 — Там, где реки озарены солнцем / Kde řeky mají slunce (по роману Марии Майеровой «Прекраснейший мир») - 1963 — Место в толпе / Místo v houfu (эпизод «Оптимизм») - 1964 — Комедия с дверной ручкой / Komedie s klikou - 1966 — Последние розы Казановы / Poslední růže od Casanovy - 1967 — / Dívka se třemi velbloudy - 1967 — Вешние воды / Jarní vody (по роману Ивана Тургенева) | - 1939 — Огненное лето / Ohnivé léto - 1941 — Ночная бабочка / Noční motýl - 1946 — Магия реки / Řeka čaruje - 1948 — / Až se vrátíš - 1949 — Посланец рассвета / Posel úsvitu - 1952 — Миколаш Алеш / Mikoláš Aleš - 1953 — Молодые годы / Mladá léta - 1953 — Луна над рекой / Měsíc nad řekou - 1954 — Серебряный ветер / Stříbrný vítr - 1955 — Из моей жизни / Z mého života - 1956 — Далибор / Dalibor - 1957 — Лабакан / Labakan - 1957 — Легенда о любви / Legenda o lásce - 1961 — Гордец Лойза / Osení - 1961 — Там, где реки озарены солнцем / Kde řeky mají slunce - 1967 — / Dívka se třemi velbloudy - 1967 — Вешние воды / Jarní vody - 1953 — Молодые годы / Mladá léta |

## Награды
- 1952 — Государственная премия ЧССР
- 1956 — номинация на «Золотую пальмовую ветвь» 9-го Каннского кинофестиваля («Далибор»)
- 1967 — Заслуженный артист ЧССР